# Огороднический
Огороднический — опустевший посёлок в Бугурусланском районе Оренбургской области в составе Русскобоклинского сельсовета.

## География
Находится на расстоянии примерно 4 километров по прямой на восток от центра сельсовета села Русская Бокла.

## Население
Население составляло 3 человек в 2002 году (русские 100 %), 0 по переписи 2010 года.